# 新天仙配
《新天仙配》（又名：《新天仙配之七仙女正传》）是1997年由北京金泽文化传播有限责任公司与上海电影制片厂联合推出的一部28集神话电视连续剧。本剧改编自周濯街的长篇神话小说《七仙女正传》，为《七仙女正传》改编为电视剧的第一作。片头片尾题字均为繁体中文。VCD为广州环亚音像制作发行有限公司出品，主要在中国大陆地区总经销。

## 剧情概要
讲述七仙女与义妹张巧嘴下凡来到人间观赏灯会，后遇到了卖身葬父的穷书生—董永，七仙女与张巧嘴见董永老实憨厚，深情厚谊便同时爱上了董永，在董永为卖身葬父而成为傅家家奴时，便与七仙女结为了夫妻，而张巧嘴却阴差阳错的嫁给了傅家少爷—傅官保，从此，同住在屋檐下的两对冤家便结成了。张巧嘴痛恨七仙女捷足先登嫁给了自己深爱的董永，之后便暗施心计陷害七仙女，因斗不过七仙女所以上天庭告御状，却落得剔除仙骨，贬下凡间的下场。最终七仙女被天兵天将抓回天庭并生下一子。剧情后半部分在张巧嘴的挑拨下，董永上供法宝金簪而成为了献宝状元，之后再次与七仙女相会。张巧嘴因偷了上供的金簪遭到全国通缉，便利用金簪的法力作乱人间，之后玉皇大帝与王母娘娘下凡解除了灾害惩罚了张巧嘴，最后七仙女甘愿舍去花容月貌与神奇的法力成为凡人与董永长相思守。

## 演员表
- 七仙女 — 罗慧娟（香港）
- 张巧嘴 — 周莉
- 董永 — 李志奇（台湾）
- 傅官保 — 闾汉彪
- 槐树精 — 黄宗洛
- 赤脚大仙 — 梁庆刚
- 贪县官 — 牛犇
- 玉皇大帝 — 张国立
- 王母娘娘 — 陈大姝
- 傅府管家 — 朱寿根
- 雷公 — 韩富春
- 电母 — 顾玲
- 托塔天王 — 马冠英
- 傅父 — 王禾
- 傅母 — 石坚贞
- 皇上 — 谢洪
- 宰相 — 胡沛
- 宰相夫人 — 张丽华

## 职员表
- 出品人：朱永德、杨善朴
- 策划：张锐、于永和、赵苏红、张玞、贺子壮
- 制片人：赵苏红
- 制片主任：汪峥、张建军
- 编剧：张锐、于永和
- 导演：谢洪
- 副导演：韩富春、范冠群
- 制片：董云龙
- 摄像：龙哓阳、李岚
- 美术设计：项海明
- 作曲：刘彤、妮南
- 剪辑：王志强
- 剧照摄影：沈旭光
- 制片统筹：邹大志、沈晔
- 监制：卓伍、谭晓林、蔡平
- 总监制：杨善朴
- 本剧音乐版权所有人：北京金泽文化传播有限责任公司（未经受权 不得使用）
- 电脑特级制作：四川天方电脑特技有限公司（Email：tcs@sichuan—china.gov.cn）
- 协助拍摄：河南鑫福集团有限公司
- 联合拍摄：北京金泽文化传播有限责任公司、上海电影制片厂
- 许可证号：12006

## 主题歌
片头曲
《快乐似神仙》
作词：妮南／作曲：刘彤／演唱：芭比娃娃合唱团、黑瞎子演唱组
片尾曲
《金玉良缘》
作词·作曲：妮南／演唱：陈明、韩磊